# Ковалёв, Юрий Яковлевич
Юрий Яковлевич Ковалёв (8 апреля 1937, Боготол, Красноярский край — 14 апреля 2010, Томск) — российский государственный деятель, представитель в Совете Федерации от Государственной Думы Томской области (2001—2007).

## Биография
В 1959 г. окончил Томский политехнический институт по специальности инженер-механик.
Трудовую деятельность начал на Томском заводе кранового оборудования в 1959 г. в должности инженера-технолога. После реорганизации завода в объединение «Сибэлектромотор», был главным инженером, в 1971—1977 гг. — директор. Под его руководством предприятие превратилось в одно из ведущих предприятий электротехнической промышленности СССР.
В 1977—1982 гг. — второй секретарь Томского горкома КПСС, курирует вопросы экономического и социального развития Томска (промышленность, капитальное строительство, транспорт, торговля, бытовые услуги, жилищно-коммунальное хозяйство).
С 20 августа 1982 г. по июль 1988 г. — председатель исполкома Томского городского Совета народных депутатов.
В 1988—1998 гг. — генеральный директор МНПО «Зонд»,
одновременно в 1993—1998 гг. — генеральный директор Внешнеэкономической ассоциации «Томскинтерсервис». Организовывал продвижение продукции томских на европейском и азиатском рынках. Ассоциацией были осуществлены крупные инвестиционные проекты: строительство цифровой междугородней телефонной станции, Копыловского завода керамических изделий, создание сети сотовой связи.
Избирался депутатом Томских городского и областного Советов народных депутатов, депутатом Государственной Думы Томской области первого и второго созывов (1994—2001 гг.), заместитель председателя Думы Томской области.
С декабря 2001 г. по март 2007 г. — представитель в Совете Федерации от Государственной Думы Томской области. Занимал должности заместителя председателя Комиссии Совета Федерации по взаимодействию со Счетной палатой Российской Федерации, а также члена Комитета Совета Федерации по международным делам.
С 1997 г. — президент Томского регионального отделения Российского фонда милосердия и здоровья, вице-президент Попечительского совета Томского политехнического университета. 20 декабря 2007 г. избран Председателем Совета старейшин города Томска.

## Награды и звания
Награждён тремя орденами «Знак Почёта» (1971, 1981, 1986), орденом «За заслуги перед Отечеством» IV степени (1996), медалями, призом Европейского Совета по глобальному бизнесу (Испания, г. Мадрид, 1997).
В 1999 г. ему было присвоено звание «Почётный гражданин города Томска».